# Fotochemigrafia
Fotochemigrafia to rodzaj chemigrafii, w której wykorzystywane są techniki fotograficzne, tj. światłoczuła warstwa płyty metalowej naświetlana jest np. przez kliszę fotograficzną, a następnie wywoływana. Dzięki temu powierzchnia płyty jest maskowana emulsją pozostałą po wywoływaniu. Pozwala to na wierne odzwierciedlenie projektu. W następnym etapie powierzchnia płyty poddawana jest chemicznej obróbce.
Metodą fotochemigraficzną m.in. wykonuje się matryce/patryce do tłoczeń i hot-stampingu mające zastosowanie w poligrafii. Matryce te nazywane są matrycamy chemigraficznymi, chociaż ściślej powinno się je nazywać matrycami fotochemigraficznymi. Współczesne płyty fotochemigraficzne są płytami presensybilizowanymi.

## Etapy obróbki fotochemigraficznej
1. Wykonanie czarno-białej kliszy (filmu) z grafiką. W fotochemigrafii nie używa się filmów z odcieniami szarości, bo albo coś będzie wytrawione albo nie. Nie można za pomocą odcieni szarości czy też przez użycie kolorowego filmu regulować głębokości trawienia. Grafika nie może mieć zbyt cienkich linii i zbyt gęstego rastrowania, bo proces chemigraficzny ma swe technologiczne ograniczenia.
2. Naświetlenie emulsji światłoczułej znajdującej się na płycie metalowej. Emulsja ma określoną czułość, stąd należy użyć odpowiedniego czasu naświetlania przy określonym natężeniu światła padającego na emulsję. Naświetlenie odbywa się metodą stykową, tj. film styka się z emulsją płyty. Najlepiej gdy emulsja płyty przylega do emulsji filmu dzięki czemu unika się podświetleń.
3. Wywołanie. Naświetlona płyta zanurzana jest w stosownym wywoływaczu. Emulsja zostaje wymyta z miejsc, które będą wytrawiane.
4. Utrwalanie - aby pozostała emulsja nie odpadła w procesie chemigraficznym, zostaje utrwalona.
5. Korekta. W przypadku uszkodzenia emulsji dokonuje się jej uzupełnienia. W przypadku, gdy emulsja pozostała w nieodpowiednim miejscu - usuwa się ją mechanicznie.
6. Trawienie wstępne. W celu oczyszczenia powierzchni, która ma być trawiona np. z resztek emulsji, dokonuje się trawienia wstępnego.
7. Trawienie zasadnicze. Jest to właściwy proces chemigraficzny. Za pomocą odpowiednich urządzeń lub ręcznie dokonuje się obróbki chemicznej płyty metalowej. Dobranie odpowiednich parametrów trawienia jak stężenie roztworu trawiącego i dodatków wspomagających, temperatura, cyrkulacja oraz skład mieszaniny związków chemicznych na powierzchni płyty umożliwiają uzyskiwane żądanych efektów takich  jak głębokość wytrawienia, kąt nachylenia stożków reliefu.
8. Mechaniczna obróbka końcowa. Czyszczenie z resztek związków chemiczny, mechaniczne polerowanie i przycinanie wytrawionej płyty, ewentualne jej zabezpieczenie np. przed utlenieniem.